# Dellwig (Dortmund)
Dellwig ist ein Ortsteil der Stadt Dortmund. 
Dellwig war vom Mittelalter bis 1817 ein Teil des Oberamts im Amt Bochum der Grafschaft Mark. Später bildete der Ortsteil zusammen mit Holte eine eigenständige Gemeinde im Amt Lütgendortmund. Er wurde am 1. April 1907 nach Lütgendortmund eingemeindet, das seinerseits am 1. April 1928 nach Dortmund eingemeindet wurde. Heute erinnert noch die Gemarkung Dellwig an die einstige Selbstständigkeit.
Die Stadt Dortmund zählt die Umgebung des Hauses Dellwig zum statistischen Unterbezirk Westrich im Stadtbezirk Lütgendortmund.